# Circondario federale nordoccidentale
Il circondario federale nordoccidentale (in russo Северо-Западный федеральный округ?, Severo-Zapadnyj federal'nyj okrug) è uno degli otto circondari federali della Russia. La popolazione era di 13.974.466 nel 2002, su un'area di 1.677.900 km².

## Suddivisione
Il circondario è costituito da 11 soggetti federali:
- 7 oblast'
- 2 Repubbliche autonome
- 1 circondario autonomo
- 1 città federale

| La mappa e la legenda rispettano l'ordinamento alfabetico in lingua russa |          |                                                            |                                                    |
| #                                                                         | Bandiera | Soggetto federale                                          | Capoluogo                                          |
| 1                                                                         |          | Oblast' di Arcangelo (Архангельская область)               | Arcangelo (Архангельск)                            |
| 2                                                                         |          | Oblast' di Vologda (Волого́дская область)                   | Vologda (Вологда)                                  |
| 3                                                                         |          | Oblast' di Kaliningrad (Калининградская область)           | Kaliningrad (Калининград)                          |
| 4                                                                         |          | Repubblica di Carelia (Республика Карелия)                 | Petrozavodsk (Петрозаводск)                        |
| 5                                                                         |          | Repubblica dei Komi (Республика Коми)                      | Syktyvkar (Сыктывкар)                              |
| 6                                                                         |          | Oblast' di Leningrado (Ленинградская область)              | Oblast' di Leningrado (Ленинградская область)      |
| 7                                                                         |          | Oblast' di Murmansk (Мурманская область)                   | Murmansk(Мурманск)                                 |
| 8                                                                         |          | Circondario autonomo dei Nenec (Ненецкий автономный округ) | Nar'jan-Mar (Нарьян-Мар)                           |
| 9                                                                         |          | Oblast' di Novgorod (Новгородская область)                 | Velikij Novgorod (Великий Новгород)                |
| 10                                                                        |          | Oblast' di Pskov (Псковская область)                       | Pskov (Псков)                                      |
| 11                                                                        |          | San Pietroburgo (città autonoma) (Санкт-Петербург)         | San Pietroburgo (città autonoma) (Санкт-Петербург) |

## Città principali
- San Pietroburgo (5.225.690)
- Kaliningrad (459.560)
- Arcangelo (351.226)
- Čerepovec (318.107)
- Vologda (311.166)
- Murmansk (301.572)
- Petrozavodsk (275.346)
- Syktyvkar (243.536)
- Velikij Novgorod (221.868)
- Pskov (208.145)